# Matthias Urbach
Matthias Urbach (* 1966) ist ein deutscher Journalist und Diplom-Physiker, der als Hauptstadtkorrespondent sowie Gründer und Chef der Online-Redaktion der Tageszeitung taz bekannt wurde.

## Werdegang
Urbach studierte von 1987 bis 1994 Physik an der Universität Hamburg und schloss mit Diplom ab. In Nebenfächern wählte er Informatik und den Teilstudiengang Journalistik (inzwischen: Hamburg Media School). Anschließend absolvierte er einen einjährigen Kurs der Henri-Nannen-Schule, um sich dem Wissenschaftsjournalismus zuzuwenden. Nach einer einjährigen Tätigkeit als Redakteur bei der Hamburger Morgenpost wechselte er zur Berliner taz, wo er im Umwelt-Ressort arbeitete. Ab 1999 war er fünf Jahre lang stellvertretender Ressortleiter. Zugleich war er von 2000 bis 2005 Deutschland-Korrespondent für die internationale Nichtregierungsorganisation Environment Watch Europe. Des Weiteren schrieb er Beiträge für Medien wie Geo, Zeit Wissen und Technology Review.
Zwischen 2000 und 2006 war er Bundestagsberichterstatter der taz. Er leitete das Hauptstadtbüro als politischer Korrespondent für Finanzen, Wirtschaft, Umwelt und Wissenschaft. Von Januar 2007 bis Juli 2012 leitete er die Onlineausgabe taz.de. Er etablierte dort das Modell freiwilliger Zahlungen der Onlineleser für von ihnen als besonders gelungene Inhalte in der Online-taz. Er gilt taz-intern als Erfinder des neuen Formats politischer Live-Ticker, das sich mittlerweile weit verbreitet hat. Als Entwickler einer deutschen Ausgabe des britischen Wissenschaftsmagazins New Scientist wechselte Urbach im August 2012 als Ressortleiter Hard Science zum Hamburger Verlag des Spiegel.
Seit Oktober 2014 ist Matthias Urbach stellvertretender Chefredakteur des Verbraucherportals Finanztip. Im Januar 2023 wechselte er als Geschäftsführer zum Rat für Digitale Ökologie.